# Köln-Lindenthal
Köln-Lindenthal este sectorul 3 al orașului Köln, care cuprinde cartierele: Braunsfeld, Junkersdorf, Klettenberg, Lindenthal, Lövenich, Müngersdorf, Sülz, Weiden, Widdersdorf.